# أوليغ ديمين
أوليغ ديمين، (بالأوكرانية: Дьомін Олег Олексійович)‏ سياسي أوكراني من مواليد (1 أغسطس، 1947 في تولا أوبلاست جمهورية روسيا الاتحادية الاشتراكية السوفيتية) سفير أوكرانيا لدى الاتحاد الروسي (21 مارس 2006 حتى 4 أبريل 2008)